# Жавелевая вода
Жаве́левая вода́ (фр. Eau de Javel, от фр. Javel — местечко около Парижа, где впервые стали изготовлять эту воду в 1792 году, «жавель») — раствор солей калия хлорноватистой и соляной кислот (KOCl + KCl).
Жавелевая вода была впервые получена французским химиком Луи Бертолле, изучавшим тогда открытый элементарный хлор.

## Химические свойства
Часто под «жавелевой водой» подразумевают раствор гипохлорита и хлорида натрия (Лабарракова вода).
Гипохлорит калия легко разлагается под влиянием углекислого газа (CO2) воздуха с выделением хлорноватистой кислоты (последняя обесцвечивает красящие вещества).
{\displaystyle \mathrm {KClO+CO_{2}+H_{2}O\longrightarrow \ KHCO_{3}+HClO} }
Жавелевая вода образуется благодаря насыщению хлором водного раствора гидроксида калия (KOH):
{\displaystyle \mathrm {2KOH+Cl_{2}\longrightarrow \ KCl+KClO+H_{2}O} }

## Применение
- Беление;
- Дезинфекция санитарных помещений, полов, раковин и умывальников. Иногда его добавляют в белье, чтобы отбелить одежду;
- Дезинфекция воды в бассейнах (при этом требуется добавление вещества, способного понизить значение водородного показателя (pH), часто серной кислоты);
- Удаление стойких пятен с белой хлопчатобумажной одежды;
- Концентрированный отбеливатель (36° или 9%) используется для очистки фасадов стен путем устранения зеленых отложений: водорослей, лишайника или мха.